# Florian Thibedore
Florian Thibedore, né le 4 mars 1990 à Évreux, dans l'Eure, est un joueur français de basket-ball.

## Clubs successifs
- 2006 - 2008 :  Besançon Basket Comté Doubs (Pro A puis Pro B)
- 2008 - 2009 : sans club
- 2009 - 2013 :  UJAP Quimper (Pro B puis NM1)
- 2013 - 2019 :  ADA Blois (NM1 puis Pro B)
- Depuis 2019 :   Caen Basket Calvados (NM1)

## Palmarès
- Champion de France Pro B avec Besançon Basket Comté Doubs en 2008
- Champion de France de Nationale 1 avec l'ADA Blois Basket 41 en 2016
- Champion de France de Pro B avec l'ADA Blois Basket 41 en 2018